# Parornix finitimella
Parornix finitimella là một loài bướm đêm thuộc họ Gracillariidae. Loài này có ở nearly khắp châu Âu, trừ Ireland, bán đảo Iberia và các phần của bán đảo Balkan.
Sải cánh dài khoảng 10 mm. Con trưởng thành bay vào tháng 5 và tháng 8, gồm 2 lứa một năm.
Ấu trùng ăn Prunus armeniaca, Prunus avium, Prunus cerasifera, Prunus domestica, Prunus insititia, Prunus mahaleb, Prunus padus, Prunus persica và Prunus spinosa. Chúng ăn lá nơi chúng làm tổ.